# Haus des Stiftens
Die Haus des Stiftens gGmbH ist ein gemeinnütziges Sozialunternehmen mit Sitz in München und Siegburg. Unternehmensgründer sind Alexander Brochier und Philipp Hof. Gesellschafter ist die gemeinnützige Alexander Brochier Stiftung. Die Geschäftsführung setzt sich zusammen aus Clemens Frede, Philipp Hof, Gerit Reimann und Frank Wieser.

## Zielsetzung
Der gemeinnützige Zweck des Hauses des Stiftens liegt in der Förderung bürgerschaftlichen Engagements. Das Unternehmen entwickelt Angebote für Stiftungen, für gemeinnützige Organisationen und für Unternehmen mit dem Ziel, deren soziales Engagement zu erleichtern und dadurch eine höhere Wirkung auf das Gemeinwohl zu erreichen. Das Haus des Stiftens agiert im Rahmen der 17 Sustainable Development Goals.

## Geschichte
Das unter dem heutigen Namen Haus des Stiftens gGmbH bekannte Sozialunternehmen wurde 1995 in München als Hof Stiftungs- und Sozialmanagement mit dem ursprünglichen Unternehmenszweck gegründet, gemeinnützige, treuhänderische Kinderstiftungen zu verwalten. Als Dachstiftung agierte schon damals die Stiftung Kinderfonds, die ebenfalls von Alexander Brochier und Philipp Hof errichtet wurde und auch heute noch Dachstiftung ist.
2003 wurde eine weitere Stiftung, Stifter für Stifter, gegründet, die sich als Treuhänder für Stiftungen zur Verfügung stellt – im Gegensatz zur Stiftung Kinderfonds ist diese offen für Stiftungen mit jedwedem Stiftungszweck.
2008 wurde in Kooperation mit der amerikanischen Non-Profit-Organisation TechSoup Global das IT-Portal Stifter-helfen in Deutschland gegründet. Ziel der Plattform ist es, IT-Spenden und Sonderkonditionen an gemeinnützige Organisationen und Vereine zu vermitteln. Cisco, Microsoft und SAP sind IT-Partner der ersten Stunde. Zu diesem Zeitpunkt wurde auch eine Zweigstelle in Siegburg eröffnet.
Am 1. Januar 2014 wurde das Unternehmen als gemeinnützig anerkannt und benannte sich schließlich in Haus des Stiftens gGmbH um.
Als Reaktion auf die Niedrigzinsphase legte die Haus des Stiftens gGmbH im Jahr 2015 mehrere offene Publikumsfonds auf, mit Fokus auf die Anforderungen von kleineren und mittleren Stiftungen. Die sogenannten Vermögenspoolings-Fonds sind an der Börse notiert.
2017 entwickelte das Haus des Stiftens gemeinsam mit SAP das Projekt Meet and Code im Rahmen der EU code week. Partner ist unter anderem das Bundesministerium des Innern, für Bau und Heimat. Zielsetzung von Meet and Code ist es, Kinder und Jugendliche zwischen 8 und 24 Jahren an die Welt der Technik und des Programmierens heranzuführen.
Unter Förderung des Bundesministeriums des Innern, für Bau und Heimat und unter wissenschaftlicher Leitung der Universität Mannheim veröffentlichte das Haus des Stiftens den Digital-Report 2020, die zu diesem Zeitpunkt größte Studie zum Thema Digitalisierung bei Non-Profits in Deutschland. Im darauffolgenden Jahr wurde die Studie um den Digital-Report 2021 erweitert. Dieser fokussiert sich auf die Auswirkungen der Covid-19-Pandemie auf NPOs. 
Philipp Hof, bis dahin alleiniger Geschäftsführer, wird seit April 2021 durch Gerit Reimann und Clemens Frede in der Geschäftsführung unterstützt. Im Februar 2022 erweiterte Frank Wieser als CFO die Geschäftsführung. Zu Ende 2022 verwaltet das Haus des Stiftens fast 1.500 Stiftungen (meist Treuhandstiftungen) mit einem Stiftungsvermögen von über 1,07 Milliarden Euro.

## Unternehmensstruktur/Geschäftsbereiche
Das Haus des Stiftens untergliedert sich heute in zwei wesentliche Bereiche: den Stiftungsbereich und den Bereich Unternehmen & Non-Profit-Organisationen.
Im Stiftungsbereich werden unter der Führung von Gerit Reimann Gestaltungsmöglichkeiten für stifterisches Engagement entwickelt. Dazu gehört die professionelle Erstinformation über alle Angelegenheiten des Stiftens und Förderns, das Angebot, die Treuhänderschaft zu übernehmen, die Kostenübernahme der Stiftungsgründung sowie weitere kostenlose oder vergünstigte Beratungs- und Verwaltungsleistungen.
2023 wurde ein deutschlandweit einzigartiges Tool für digitales Management für gemeinnützige Organisationen, Stiftungen und Vereine entwickelt: CONNECT. Dieses ist in seiner Basisversion kostenfrei für alle im Haus des Stiftens verwalteten Stiftungen und bietet einen transparenten Überblick über alle Tätigkeitsfelder – vom Spendeneingang über Buchhaltung und Projektförderung bis zur Gremienarbeit – für Gremien, Partner oder Treuhänder.  
Der Geschäftsbereich Unternehmen & Non-Profits, unter der Führung von Clemens Frede, vermittelt zusammen mit engagierten Unternehmen IT-Spenden und IT-Sonderkonditionen sowie Geldspenden an Non-Profit-Organisationen. Auch die kostenlose Wissensvermittlung ist ein wesentlicher Bestandteil des Geschäftsbereichs.

### IT-Spenden und IT-Sonderkonditionen
Seit 2008 ist das Haus des Stiftens als sogenannte Mittlerorganisation zwischen IT-Unternehmen und gemeinnützigen Organisationen tätig. Über sein IT-Portal Stifter-helfen vermittelt es IT-Spenden und Sonderkonditionen von Technologieunternehmen an Non-Profit-Organisationen in Deutschland, Österreich und der Schweiz. Dabei stellt Haus des Stiftens sicher, dass die profitierenden Organisationen als gemeinnützig anerkannt sind. Diesen Validierungsservice können Unternehmen nutzen, die gemeinnützigen Organisationen in den drei Ländern Spenden oder Sonderkonditionen zukommen lassen wollen. Im März 2021 hatte das Haus des Stiftens 61 solcher IT-Partner.
2020 waren laut Angaben des Unternehmens rund 85.500 Organisationen im IT-Portal registriert. 1.660.000 Produktspenden mit einem Marktwert über 500 Millionen Euro wurden seit 2008 vermittelt (Stand Mai 2021). 2022 wurden Soft- und Hardwarelösungen im Wert von rund 30 Mio. Euro vermittelt.

### Wissensspenden
Im Rahmen seines gemeinnützigen Engagements führt das Haus des Stiftens seit 2014 Webinare für haupt- und ehrenamtliche Mitarbeiter aus Non-Profit-Organisationen durch. Die – meist externen – Referenten geben ihr Wissen in den Webinaren pro bono weiter (sogenannte Wissensspenden). Ihre Themen bedienen die Bereiche Fundraising, IT, Kommunikation, Organisation, Internationales Engagement, Recht und Finanzen.
2022 wurden 102 Webinare mit ca. 20.000 Teilnehmenden durchgeführt.

### Geldspendenvermittlung
Haus des Stiftens unterstützt seit 2018 Geldspendenprogramme von Unternehmen durch den Aufbau von Internet-Portalen, durch die Übernahme der Spendenabwicklung und durch das Prüfen (Validierung) der spendenerhaltenden gemeinnützigen Organisationen. 2022 wurden über 10 Mio. Euro an Non-Profit-Organisationen in Deutschland vermittelt.

## Mitgliedschaften
Haus des Stiftens ist Mitglied im Bundesverband deutscher Stiftungen, im TechSoup Global Network und im UPJ-Netzwerk. Es hat sich der Initiative Transparente Zivilgesellschaft angeschlossen.

## Publikationen
- Plan B
- Digital-Report 2020
- Digital-Report 2021